# Lübs (Sachsen-Anhalt)
Lübs (Sachsen-Anhalt) este o comună din landul Saxonia-Anhalt, Germania.